# Шехнай
Шехнай, також шахнай, шенай (гін. शहनाई) — це тип гобоя, що походить з Індійського субконтиненту.  Інструмент виготовляється з дерева, має подвійний тростинний мундштук на одному кінці та розширений металевий або дерев’яний розтруб на іншому.   Шехнай був одним із дев’яти інструментів королівського двору. Він подібний до південноіндійського інструмента надасварам.

## Характеристики
Цей трубчастий інструмент поступово розширюється до нижнього кінця. Зазвичай має від шести до дев’яти отворів. Використовує один набір з чотирьох тростин, що робить його дерев’яним духовим інструментом із чотирма тростинами. Для опанування гри на шехнаї музикант повинен володіти складними техніками амбушура та аплікатури.
Діапазон інструмента охоплює дві октави — від ля малої октави до ля першої октави (A3 до A5 у науковій нотній нотації). Корпус шехная зазвичай виготовляють з дерева або бамбука, а розтруб — із металу або дерева.

## Походження шехная
Вважається, що шехнаї була привезена на індійський субконтинент під час Могольської імперії, оскільки її звучання асоціюється з могольськими дворами, а тембр подібний до труби «доїра», яка поширена в сучасній Ферганській долині в Узбекистані — батьківщині моголів. Інструмент розвинувся на основі пунгі (народного духовного інструмента, який використовували чаклуни-змієлови).
Аналоги шехная, поширені в Західній Індії та прибережній Карнатаці, є автохтонними. У регіонах Гоа та Конкан шехнаїстів називають ваджантрі, і їм традиційно надавали земельні наділи за службу в храмах.

## Музика
Гра на шехнаї потребує значних зусиль. Майстерність виконавця є вирішальною, особливо у швидких та довгих музичних композиціях. У каннадівському фільмі Sanaadi Appanna інструмент використовувався широко.
Шехнай часто звучить під час релігійних свят та весільних церемоній.

## Галерея

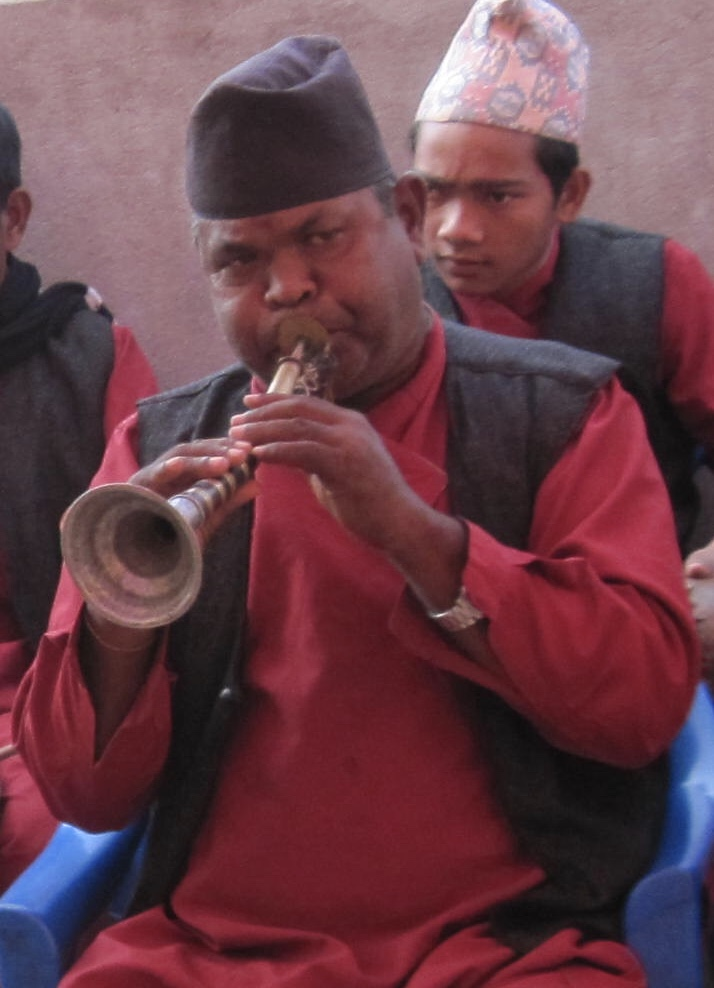
Непальська версія шехная — сахане — має вигнуту форму і є частиною ансамблю панче-баджа.
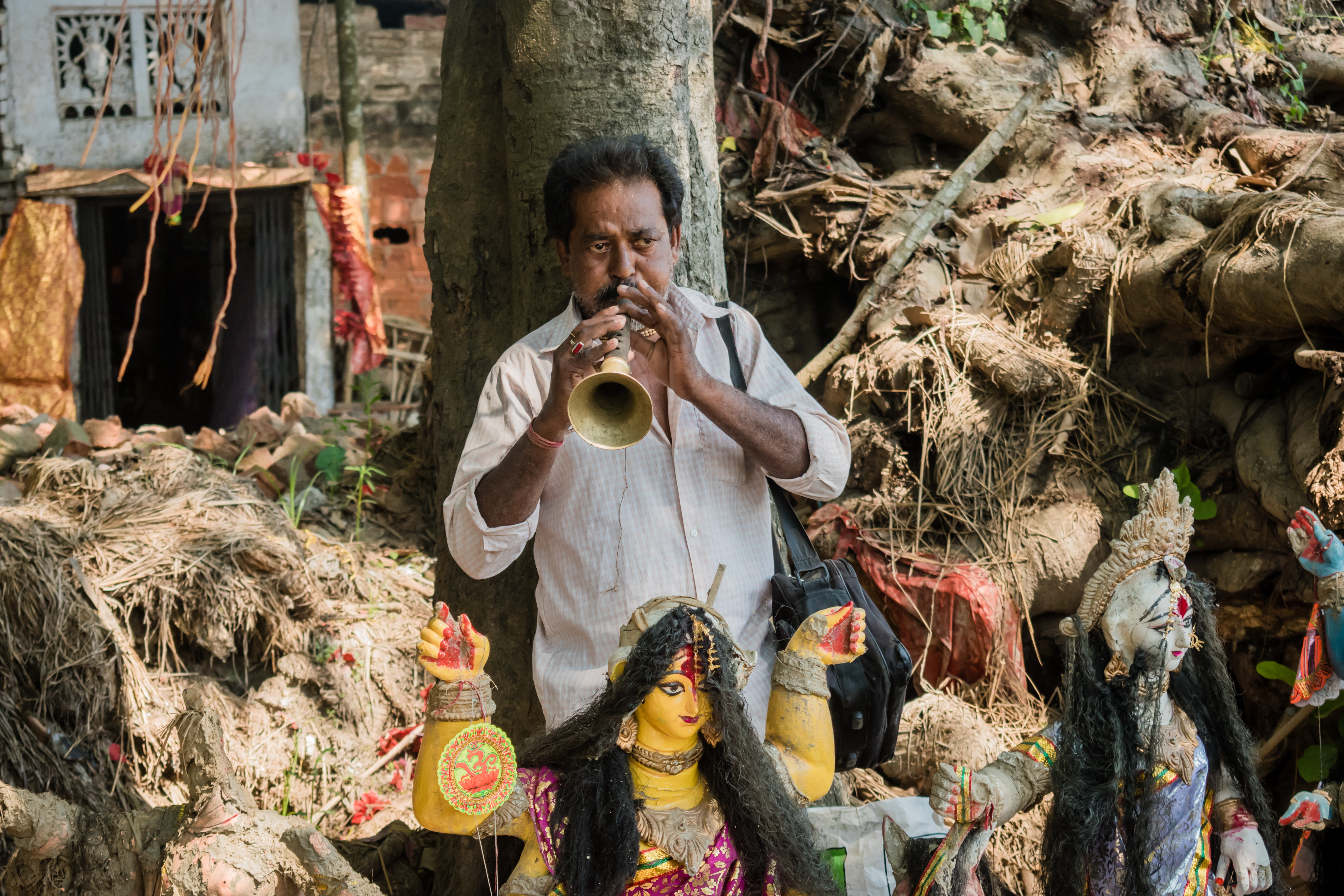
Гравець на шехнаї.

## Схожі духові інструменти
- Мізмар — шалмей, схожий на шехнай
- Надасварам — подібний південноіндійський інструмент
- Язичковий інструмент — тип дерев’яного духового інструмента
- Шоломія — тип тростинного інструмента

## Нотатки
1. ↑  shehnai. metmuseum.org. Allen Roda. Процитовано 27 травня 2019.
2. ↑  Gazetteer of the Union Territory Goa, Daman and Diu: district gazetteer, Volume 1. Gazetteer Dept., Govt. of the Union Territory of Goa, Daman and Diu. 1979.
3. ↑  Bismillah Khan | Biography, Music, & Facts | Britannica. www.britannica.com (англ.). 12 липня 2024. Процитовано 7 серпня 2024.
4. ↑  Shehnai | Indian Classical, North Indian, Wedding Ceremonies | Britannica. www.britannica.com (англ.).